# Ruellia densa
Ruellia densa é uma planta de hábito herbáceo a arbustivo, da família Acanthaceae, endêmica do Brasil, que ocorre em áreas de cerrado.

## Distribuição geográfica
Ruellia densa é uma herbácea endêmica do Brasil que ocorre no cerrado e ambientes de savana dos estados da Bahia, Distrito Federal, Goiás e Minas Gerais.

## Morfologia
Ruellia densa é uma espécie de subarbusto a arbusto, ereto a prostrado, 0,3–1,5 m de altura, caules avermelhados, caules mais jovens subquadrangulares, densamente pubescentes a vilosos com tricomas eglandulares e tricomas glandulares subcapitados, caules maduros subquadrangulares a teretes, glabrescentes; folhas opostas, subsésseis a pecioladas, lâminas descoloridas, superfície abaxial verde-claro, superfície adaxial verde-oliva a verde-escuro, cartáceas, ovaladas a elípticas, base arredondada, cuneiforme ou decorrente, raramente truncada, margens inteiras a ligeiramente repandinas, ápice obtuso, arredondado ou agudo, densamente pubescentes a vilosos com tricomas eglandulares, principalmente nas nervuras, e glândulas subcapitadas em ambas as superfícies; flores solitárias a geminadas, nas axilas das folhas superiores, subsésseis, bractéolas ausentes; segmentos do cálice iguais a subiguais, lineares triangulares, ápice agudo, pubescentes a vilosos e tricomas glandulares subcapitados; vermelho a vermelho-alaranjado, raramente amarelado, glandular pubescente, a porção não expandida do tubo mais longa ou do mesmo tamanho que a expandida, lobos orbiculares a suborbiculares, ápice emarginado a truncado, ereto a ligeiramente patente; estames subexertos a exertos, ligeiramente didinâmicos; ovário ovoide, velutino a hirsutuoso, estigma subexerto a exerto; cápsulas elipsoides, densamente pubescentes; sementes 4,
suborbiculares, totalmente pubescentes com tricomas higroscópicos.

## Ecologia
A floração de Ruellia densa (Nees) Hiern ocorre ao longo de todo o ano, mas a maioria das exsicatas com flores e botões flore no período de maio a outubro e frutifica de maio a setembro.  A espécie é encontrada nos biomas cerrado, caatinga e mata atlântica, principalmente em áreas de ecótono e com altitudes elevadas, variando de 700 a 1.180 metros.